# Herekli, Sivas
Herekli là một xã thuộc thành phố Sivas, tỉnh Sivas, Thổ Nhĩ Kỳ. Dân số thời điểm năm 2021 là 85 người.

## Dân số
| Dữ liệu dân số thôn theo năm | Dữ liệu dân số thôn theo năm |
| ---------------------------- | ---------------------------- |
| 2021                         | 65                           |
| 2010                         | ??                           |
| 2007                         | 165                          |
| 2000                         | 196                          |
| 1997                         | 199                          |

Bản mẫu:Thị trấn trung tâm Sivas và làng mạc
Bản mẫu:Gà tây-vịnh-bản thảo

## Lịch sử
Làng Herekli là một làng của bộ tộc ilbeyli;
Tổ tiên của người Thổ Nhĩ Kỳ Sakar được gọi là Ilbegi. Ilbegis, một bộ tộc Turkmen độc lập, đã tham gia vào nông nghiệp, chăn nuôi và săn bắn.
Vì kỹ năng của họ, họ được đặt cho biệt danh ALGIR, có nghĩa là "khéo léo và thành công" trong tiếng Thổ Nhĩ Kỳ Turkmen, và họ bắt đầu được gọi là "Alger Ilbegis". Thành phần của almar İlbegi được phát âm là Alkırevli và cuối cùng là Alkırevli theo thời gian và trở thành tên của một trong hai mươi bốn bộ lạc Oghuz. Nguồn gốc đã biết của cộng đồng này, mà ngày nay tự cho là hậu duệ của Elbeyli và sống chủ yếu ở trung tâm thành phố Sivas và 42 ngôi làng ở phía tây nam của thành phố, là họ đến từ phía nam, từ vùng Aleppo. Mặc dù thông tin này là chính xác, nhưng câu hỏi về quê hương của họ trước khi có Aleppo vẫn luôn hiện hữu trong đầu. Với những nghiên cứu gần đây, những vấn đề này gần như đã được làm sáng tỏ. Công trình toàn diện của Ağacan Beyoğlu, cũng như các nghiên cứu văn hóa sau khi nước Nga Xô Viết sụp đổ, đã tiết lộ rằng quê hương của Elbeylis chính là địa lý của Turkmenistan ngày nay. Rõ ràng là tổ tiên của họ đã tạo nên Gia tộc Alkırevli trong số 24 Gia tộc Oghuz.

## Văn hóa
```
Các truyền thống và phong tục của bộ tộc Oghuz (Turkmen) Avşar được tồn tại. Đây là những gì chúng tôi có thể ghi lại về 
truyền thống
 của ngôi làng: Có một tandoori trong các ngôi nhà, và bánh lavash và tandoori rất ngon. Ngoài các loại bánh mì được lên men và làm trong tandoor, nó còn được làm bằng các loại bánh mì mỏng dính trên tóc. Làng có nhiều sản phẩm phong phú như bơ, trứng, sữa, sữa chua, kem và pho mát; Đặc biệt chú ý đến các món ngon như bánh nướng khô, burma khăn xếp và bánh baklava, được cán mỏng và làm bằng bơ và nấu trong lò nướng. Thịt viên nhồi khoai tây và thịt băm, thịt viên ngon ngọt làm từ thịt bò xay với bulgur, thịt viên sữa chua, hingel (giống ravioli), cũng như bánh ngọt nước, hingel với sữa chua, súp đậu lăng makarlama (mì nhà), thịt quay, tương cà chua và súp với ớt cay. Các loại bánh ngọt như bột hoa râm, mì trứng, bánh ngọt phyllo được làm và nhiều loại bột và món ăn bulgur được làm. Thịt quay mùa đông và thịt khô được chuẩn bị, và đặc biệt chú ý đến các chế biến của dưa muối, được ưa thích với nhiều tỏi trắng. Mặc dù nó được làm trong các loại dưa chua khác như dưa chua lê, nhưng nó là một món dưa chua phải có. Ngoài các món ăn như gelecoş và keskek, các món ăn truyền thống như vắc xin barberry, một loại trái cây dại, và vắc xin kikimak cũng được phục vụ. Các món ăn sáng như vắc xin thô làm từ kem, kaygana và omaç được chuẩn bị. Anh ấy đứng dậy từ bến tàu, là Abbas Pasha, Có một màu đỏ, một boran, một ngọn núi trước mặt bạn. Elbeyli quý ông, ngựa không dắt. Có một chỗ ở phía trước, bạn lật nó ra và đặt nó vào. Dadaloğlu nói, nếu anh ấy đi ngang qua, Nếu bạn mở đường từ Elbeyli Turk, Nếu Murat vinh quang đang chảy phân tán bọt, Giống như Seyit Battal, anh ấy có một chuyện riêng tư trước mặt.
```

```
                           Dadaloglu
```